# PKS 1127-145

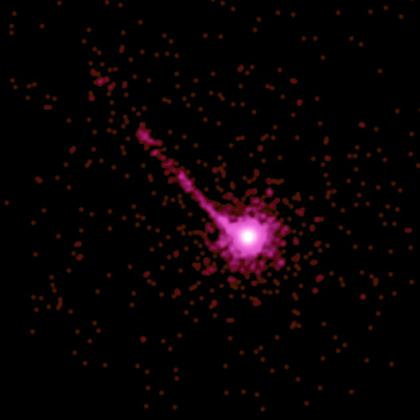
Röntgenaufnahme von PKS 1127-145

PKS 1127-145 ist ein Quasar, der etwa 10 Milliarden Lichtjahre von der Erde entfernt ist. Im Jahr 2001 wurde mit Hilfe des Chandra-Weltraumteleskops im Röntgenspektrum ein Jet gefunden, der etwa 1 Million Lichtjahre lang ist und eine Rotverschiebung von z=1,187 hat. Die emittierenden Röntgenstrahlen deuten auf einen Zusammenstoß von Mikrophotonen und hochenergetischen Teilchen hin. Dass der Jet so groß ist, weist auf ein supermassives Schwarzes Loch im Zentrum des Quasars hin. Daneben wurde die Röntgenstrahlung mit Hilfe einer 4 Milliarden Lichtjahre entfernten Galaxie auf Absorption untersucht. Es stellte sich heraus, dass die Galaxie nur über etwa 20 % des Sauerstoffs verfügt, der in der Milchstraße beobachtet wurde.